# Paulhenc
Paulhenc es una comuna francesa situada en el departamento de Cantal, en la región Auvernia-Ródano-Alpes.

## Demografía
| 547 | 509 | 422 | 376 | 317 | 283 | 255 |
| Para los censos de 1962 a 1999 la población legal corresponde a la población sin duplicidades (Fuente: INSEE [Consultar]) |     |     |     |     |     |     |